# Панайотис Кукис
Панайотис Кукис (на гръцки: Παναγιώτης Κουκής) е гръцки военен и революционер, деец на Гръцката въоръжена пропаганда в Македония от началото на XX век.

## Биография
Панайотис Кукис е роден през 1871 година в Камбос. Достига до чин сержант от гръцката армия, след което се присъединява към гръцка чета в Македония като капитан от първи ред. Става четник, а след това помощник-войвода в четата на Захариас Пападас (капитан Фуфас) заедно с Илияс Хионакос (капитан Лияс), като действат в Западна Македония. Стаматис Раптис го описва като „мъдър и сериозен човек, щедър, идръжлив и винаги отстъпчив“.
На 10 април 1907 година четата на Захариас Пападас повторно се завръща в Македония. На 7 май неговата и други чети нападат кайлярското село Палеор, като в завързалата се битка със селската милиция на ВМОРО са убити Пападас, Кукис и двама други андарти.